# Principes de Madrid
Les Principes de Madrid, définis en 2007 et mis à jour en 2009, sont des propositions pour un accord de paix sur le conflit du Haut-Karabagh, proposées par le Groupe de Minsk sous l’égide de l’OSCE. Jusqu’à la fin de la guerre de 2020, le Groupe de Minsk était toujours la seule entité internationale pouvant légalement intercéder et jouer le rôle de médiateur dans la recherche d’une solution pacifique au conflit. Les représentants arméniens et azerbaidjanais ont à plusieurs reprises exprimés leur accord sur la plupart des principes proposés, mais aucun accord final n’a jamais été signé par les deux parties. Les principaux points de désaccord sont le retrait des forces arméniennes des territoires occupés et les modalités de décision du futur statut du Haut-Karabagh, ainsi que le calendrier d’application de ces mesures.

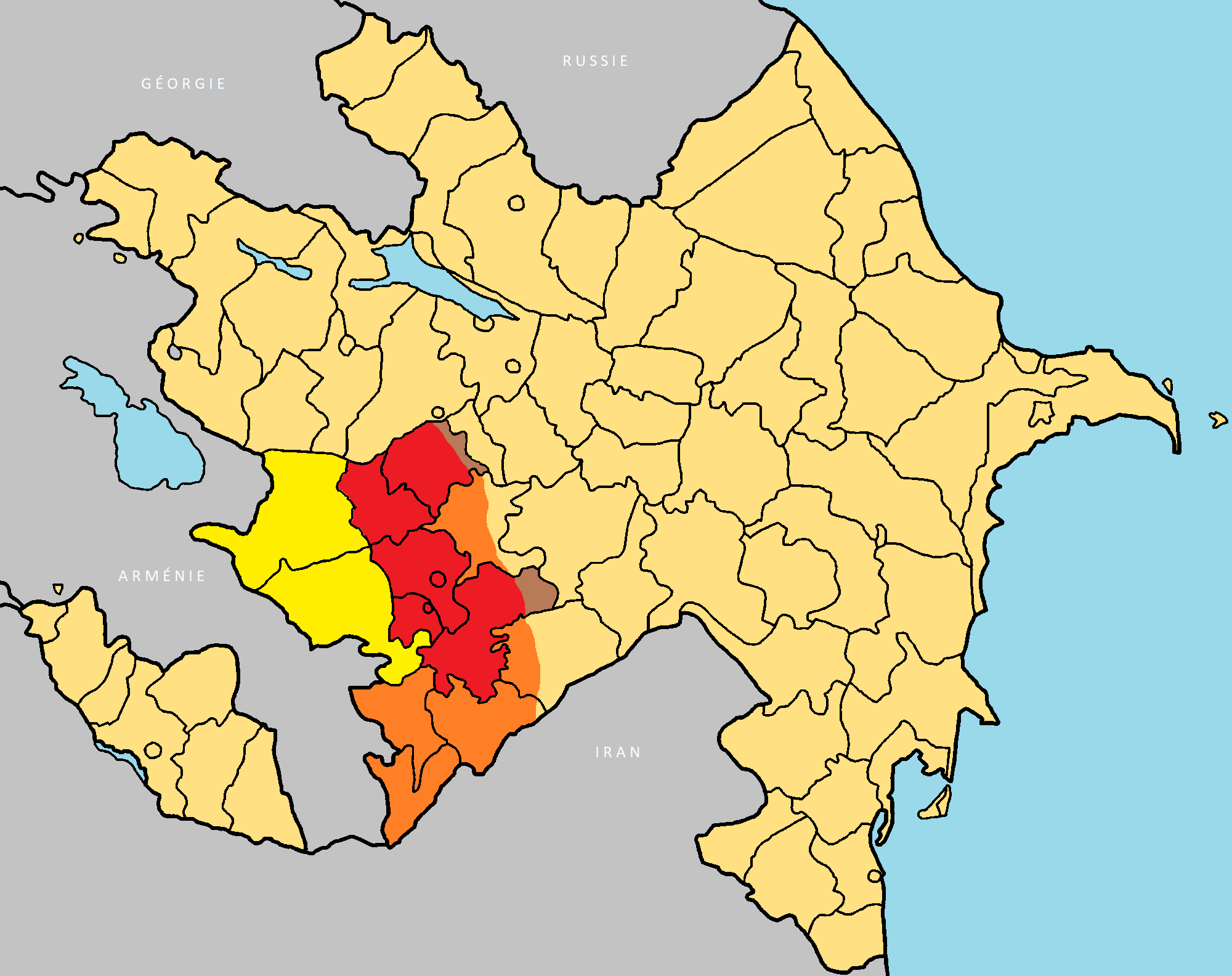
Haut-Karabagh (en rouge) et territoires occupés après la première guerre (1994).

Haut-Karabagh (en orange) après la seconde guerre (2020).

## Contexte
La première guerre du Haut-Karabagh, consécutive à l’effondrement de l’URSS, prit fin avec le cessez-le-feu du 5 mai 1994 (protocole de Bichkek). Cette guerre se conclut par une indépendance de facto de la République du Haut-Karabagh, et par l’occupation de plusieurs districts azerbaidjanais par les forces armées de la République d’Arménie voisine.
Cette situation ne satisfait durablement aucun des deux camps, le Haut-Karabagh n’ayant pas de reconnaissance officielle internationale, et l’Azerbaïdjan ayant une partie de son territoire occupé. De plus, des centaines de milliers de personnes des deux camps se retrouvent expulsées de leur domicile par la guerre. Le cessez-le-feu n’est ainsi suivi d’aucun accord de paix.
Dans l’espoir d’une solution diplomatique, le CSCE (ancêtre de l’OSCE) mandate dès 1992 le groupe de Minsk, constitué de 11 pays, afin d’arriver à un accord de paix. En 1994, le sommet de Budapest définit trois coprésidents (Etats-Unis, France, Russie) au groupe de Minsk, et l’année suivante un nouveau mandat est assigné aux coprésidents dans le but de résoudre pacifiquement le conflit. Les résolutions votées par le Conseil de sécurité de l’ONU s’en remettent également au groupe de Minsk pour régler le conflit.
Au cours des années, plusieurs plans de paix ont été successivement négociés sous l’égide du groupe de Minsk. En 1997, les trois coprésidents proposent une solution en deux étapes : la première consiste en une démilitarisation de la ligne de contact et au déploiement d’une force internationale de maintien de la paix, la deuxième consiste ensuite en la détermination d’un statut officiel pour le Haut-Karabagh. Cette solution est rejetée par les deux parties. L’Arménie refuse de subordonner la deuxième étape à la première, et l’Azerbaïdjan refuse de négocier le statut du Haut-Karabagh.
En 2001, un succès parait proche lors du sommet de Key West, aux États-Unis, mais aucun accord final n’est trouvé.
Pour sortir de l'impasse, les trois pays coprésidents du groupe de Minsk présentent à Madrid en 2007 un document comportant une série de six principes fondamentaux pour le règlement du conflit. Ce document est mis à jour en 2009 lors du sommet du G8 à l’Aquila, en Italie.

## Principes
Le document du groupe de Minsk et de l’OSCE présenté en juillet 2009 définit 6 principes fondamentaux, en accord avec le droit international et en se basant sur l’Acte final d'Helsinki (1975) qui proscrit l’usage de la force dans les rapports internationaux, sur le principe d’Intégrité territoriale, et sur le Droit à l’autodétermination des peuples :
1.   Le retour sous administration azerbaidjanaise des territoires occupés entourant le Haut-Karabagh ;
2.   Un statut temporaire pour le Haut-Karabagh garantissant sa sécurité et son autonomie ;
3.   La mise en place d’un corridor reliant l’Arménie et le Haut-Karabagh ;
4.   La future détermination d’un statut définitif pour le Haut-Karabagh à travers un procédé juridique contraignant légalement ;
5.   Le droit à tous les réfugiés de retourner à leur ancien lieu de résidence avant la guerre ;
6.   Des garanties internationales de sécurité incluant une opération de maintien de la paix.

## Historique des négociations
Il est à noter que les dirigeants azerbaïdjanais ont toujours et systématiquement refusé de rencontrer les dirigeants haut-karabaghtsis. Ces derniers sont donc représentés par l’Arménie lors de toutes les négociations.
Entre 2007 et 2008, un accord semble proche, les deux belligérants acceptant les principes définis à Madrid. La mise à jour de 2009 semble être l’étape décisive pour un accord final, mais celui-ci ne viendra jamais.
Réunis sous l’égide de la Russie à Kazan en 2011, les deux belligérants semblent décidés à enfin signer un accord, mais la partie azerbaidjanaise fait volte-face au dernier moment. Le point d’achoppement semble être le refus par l’Azerbaïdjan d’un statut temporaire pour le Haut-Karabagh.
En 2014, la France est cette fois à l'initiative d'un nouveau rapprochement. Selon Pierre Andrieu, alors coprésident français du Groupe de Minsk : « L'idée était de demander aux deux présidents, azerbaïdjanais et arménien, de faire des déclarations publiques et croisées : le président arménien acceptait l'évacuation de territoires et, en échange, le président azerbaïdjanais acceptait de reconnaître la validité du vote qui aurait lieu sur le futur du Haut-Karabagh ». Mais cela aboutit une nouvelle fois à un échec.
En 2015, un communiqué de presse du groupe de Minsk fait état d’un nouveau plan élaboré sous l'égide des Russes. Ce plan, s'articulant autour des principes de Madrid, prévoyait la restitution des territoires « tampons » occupés, un statut temporaire et officiel pour le Haut-Karabagh, un déploiement international de force de sécurité, et l'ouverture de voies de communication. Le 19 décembre 2015, les présidents arménien Serge Sarkissian et azerbaïdjanais Ilham Aliev se retrouvent à Berne, en Suisse. D’après le communiqué, « Les deux présidents soutiennent les travaux en cours [du groupe de Minsk] visant à réduire le risque de violence sur la ligne de contact, incluant un mécanisme d’investigation ». Ils confirment également leur volonté de s'engager à un règlement pacifique du conflit et renouvèlent leur confiance au groupe de Minsk pour y parvenir. Encore une fois, ces déclarations ne sont suivies d’aucun acte concret.
Dans les années qui suivent, l’Azerbaïdjan refuse systématiquement les demandes d’enquête internationale sur les violations du cessez-le-feu au niveau de la ligne de contact, devenues de plus en plus nombreuses. En 2016, lors d’un discours, le président Ilham Aliev remet en cause le format des négociations ainsi que les principes de Madrid.